# エルロンドの会議
「エルロンドの会議」（えるろんどのかいぎ、The Council of Elrond）は、J・R・R・トールキンの著により1954年から1955年にかけて刊行されたファンタジー小説『指輪物語』第2巻（「旅の仲間」下巻）の第二章である。この章は英語で約1万5000単語からなる同巻最長の章であり、一つの指輪の力と脅威を説明するとともに、指輪の仲間の最終的な構成者を紹介し、一つの指輪を破壊する任務を明らかにするために不可欠である。「説明するな、描写せよ」という格言とは正反対に、内容は人々の語りによって構成され、以前の「過去の影」の章と同様、主に魔法使いガンダルフの回想というかたちで進行する。この章は、同様に現代（ホビットを介する）と古代（ビヨルン）の文化的衝突を提示する『ホビットの冒険』のよりシンプルな「ビヨルン」の章と平行するものである。トールキン研究者トム・シッピーは、この章を「ほとんど真価を認められてこなかった傑作」と呼ぶ。米国聖公会の司祭フレミング・ラトリッジは、この章は物語に底流する『指輪物語』のキリスト教的側面（英語: Christianity in Middle-earth）がもっとも表層に近づいた章であると書いている。
ピーター・ジャクソンは、映画「ロード・オブ・ザ・リング」三部作において、指輪の歴史をプロローグの語りに移し、会議シーンをより短くした。研究者は、ジャクソンが冷静で内省的だった会議を白熱した議論へと変化させ、フロド・バギンズではなくアラゴルンに焦点を当てるようにした点を指摘するが、フロドが冒険の旅を引き受けることを選んだ瞬間を鮮烈かつ効果的に描いていることを認めている。

## 背景

### 執筆史
文献学者でオックスフォード大学の教授だったJ・R・R・トールキンは、のちに『シルマリルの物語』となる複雑なストーリーからなる彼の伝説体系に20年ばかり取り組み、1937年には好評を受けた子供向け小説『ホビットの冒険』を上梓した。出版元であるアレン・アンド・アンウィン社は、彼に続篇の執筆を依頼した。最初の章は『ホビットの冒険』のそれに似た軽い筆致で書き始められ、誕生祝いの宴会におけるビルボ・バギンズの挨拶が語られている。彼が述べたとおり、物語は「語られるうちに育ち」1954年から翌1955年にかけて出版された壮大なファンタジー小説『指輪物語』へと発展していった。

### 作中において
第一部「旅の仲間」の冒頭で、トールキンは、ビルボがホビット庄を突然旅立ち、彼の指輪をフロド・バギンズに贈ったことを語っている。17年後、魔法使いのガンダルフは、その指輪が遠い昔に冥王サウロンが失った一つの指輪であることを話し、フロドにホビット庄を離れるよう忠告する。フロドは何人かの友人とともに徒歩で出発し、彼らは謎めいた黒の乗手に追われるが、なんとかブリー村にたどり着き、馳夫と呼ばれる野伏に出会う。彼は、荒野を抜けた先のエルフの避難所、裂け谷へと導く。

## あらすじ

エルロンドの会議の各参加者を中つ国北西部の地図に示した図（地点は大まかなもの）。どの参加者も助言を仰ぎにやってきたが、エルロンドは彼が皆を集めたのだと語る。

裂け谷の領主、半エルフのエルロンドは、集まった自由の民の代表者たちに、彼らが一見みな各々の理由によって裂け谷に来たようではあっても、実際には一つの指輪とサウロンの危険について話し合う定めによって呼び集められたのだと述べる。最初に、ドワーフのグローインは、彼の主君である鉄の足ダーイン2世のもとにサウロンから使いの者がやってきて、ビルボと彼の指輪の情報を要求し、引き換えにドワーフの指輪のうち3つを約束したと語った。この取引を疑ったダーインは、助言を得るためにグローインとその息子ギムリを裂け谷に送ったのである。
ゴンドールの執政の息子であるボロミルは、彼と弟ファラミルが見た夢について述べる。夢のなかでは、東が暗くなるなか、西の方から声が聞こえてきた。
折れたる剣を求めよ。

　そはイムラドリスにあり。

かしこにて助言を受くべし、

　モルグルの魔呪より強き。

かしこにて兆を見るべし、

　滅びの日近くにありてふ。

イシルドゥルの禍は目覚め、

　小さい人ふるいたつべければ。—J・R・R・トールキン、瀬田貞二・田中明子訳, 最新版『指輪物語』「旅の仲間 下」
すると、馳夫は彼の折れたる剣ナルシルを掲げ、彼がイシルドゥルの世継ぎアラゴルンであることを明らかにする。第二紀の幕を引いた戦いのとき、イシルドゥルは折れた剣でサウロンの手から一つの指輪を切り落としたが、それを破壊するのを拒み、彼自身の所有権を主張した。イシルドゥルが殺されたとき失われたその指輪こそ彼の死を招いたもの、イシルドゥルの禍なのである。
エルロンドはフロドに指輪を見せるよう命じ、ボロミルは指輪の思いがけない所持者に驚きをあらわにする。ビルボは『ホビットの冒険』で描かれた、ゴクリとの出会いののち指輪が彼の所持するところとなった経緯を語る。ガンダルフは指輪がゴクリの寿命を引き伸ばしたいきさつ、そして「火文字」による一つの指輪の判別についてイシルドゥルの残した巻きものを発見し、フロドの家で彼とフロドが指輪にその文字を見たことを説明する。
つづいて、アラゴルンはゴクリを追う長い探索行と、最終的に彼がゴクリを捕え、闇の森のスランドゥイル配下のエルフに引き渡し、安全に監禁させていることを語る。これに対し、スランドゥイルの息子レゴラスはゴクリが逃亡したことを告げた。衝撃を受ける出席者に、ガンダルフはゴクリにはまだ何か果たすべき役割があるのではないかと言う。ガンダルフはさらに悪い知らせをもたらし、魔法使いの長サルマンが裏切り、いまや彼自らが権力を握るために働いていることを明らかにした。ガンダルフはサルマンの虜囚となっていたため、約束どおりフロドに会うことができなかったのである。彼は駆けつけた大鷲王グワイヒィルによって救い出された。
会議は一つの指輪をどう扱うべきか議論するものの、どの提案も役に立ちそうにない。エルロンドは指輪を破壊しなければならないと言うが、その唯一の方法は、指輪が鍛えられたモルドールの滅びの山の火に投げ込むことである。フロドは自らその役目に立候補する。呼ばれていなかったにも関わらず話し合いを聴いていたサムワイズ・ギャムジー（サム）は、フロドは一人で行かねばならないのかと問う。エルロンドはサムに、彼の主人と共に行くことを許す。

## 構造
| 大筋の構造 |
| --- |
| - 会議とその参加者 - ドワーフの話。グローインがサウロンの使者の偽りの約束とダーインの返答を語る - エルロンドの話。一つの指輪の歴史 - ゴンドールの話。ボロミルと彼の見た夢 - アラゴルンの話。折れたる剣とイシルドゥルの世継ぎ - フロドによる一つの指輪の提示。ボロミルの反応 - ガンダルフの話（第一部） - ホビットの話。ビルボとフロド - 一つの指輪の証明 - ゴクリの追跡と捕獲 - エルフの話。レゴラスがゴクリの逃亡を語る - ガンダルフの話（第二部） - ラダガスト、裏切り者サルマン、オルサンクの罠とグワイヒィルによる救出 - 飛蔭、ローハンからブリー村を経て裂け谷への旅 - 対処についての議論 - トム・ボンバディルも大海も使えない。滅びの山の火を用いる - 一つの指輪を武器として使用することはできない - ビルボが引き受ける申し出は受け入れられない - フロドが引き受ける申し出が受け入れられる - ホビットのサムの進言 |

トールキン研究者トム・シッピーは、ウェイン・ハモンドとクリスティナ・スカルの文章から長く引用して「ほとんど真価を認められてこなかった傑作（tour de force）であり、文の複雑さがほとんど認識されないことから出来栄えを推し量りうる」と評している。シッピーが書くには、この章は小説におけるルールを多く無視しており、15,000語にも及ぶ長さにも関わらず「全体が人々の会話によって構成され、何事も起きない」のである。さらに、台詞のある登場人物が多く、会議の出席者は12人、もっとも長く章の半分に及ぶガンダルフの語りには別に7人の言葉が引用されている、とシッピーは指摘する。加えて言えば、この章に記述される複雑な会議の描写は「たやすく崩壊したり、道を見失ったり、あるいは単に飽き飽きするものになりえた」という。そうならずに済んだのは、シッピーの見るところ、トールキンが「非常にしっかりと[中つ国の]歴史を把握していたこと」と「話し方によって文化的な違いを示唆できる人並み外れた能力」を持っていたことによる。シッピーはもうひとつ、この章が持つ構造面での特徴にも言及している。2巻からなる「旅の仲間」は、フロドを主役とする一本筋の物語となっているが、回想によって語られる「過去の影」と「エルロンドの会議」の章だけが例外なのである。
Tor.comのライターであるケイト・ネプヴーは、この章は巨大ではあるが彼女のお気に入りでもあると語り、「過去の影」の章と「並行しつつ再話する」もので、どちらの章も要約と会話の引用が入り混じっていることに注目している。トールキン研究者ヴァーリン・フリーガーは、この2つの章は、「現在を説明するために、ガンダルフやエルロンドにより[彼らそれぞれの回想部というかたちで]過去が語られる必要がある」という点で似ている、と付け加えている。

## テーマ

### 文化的深み
シッピーは、エルロンドの会議は「尋常ならざる文化的深み」を持つトールキンの物語に多様な文化を導入する機会となっている、と著している。シッピーの書くところによれば、この章が各登場人物の出発点をなしており、おそらくはトールキンについてもまた、「ここからは、彼はもはや [『ホビットの冒険』で] 過去に旅した風景を通る道のりを書くことはなくなった」のである。『ホビットの冒険』における同等の箇所はビヨルンの家を訪れた場面にあたり、エルロンドの館と同じく古代の英雄的な世界が突然、現実的な現代の世界に衝突し超克した場面だが、このビヨルンの章より「エルロンドの会議」のほうがはるかに複雑である。この複雑さはの多くはガンダルフの長い語りに拠っており、これにトールキンは「多弁だが要点は少ない」サムの父ギャムジーじいさんを始めとする、いくつもの種族の人々の話し方の実例を含めている。ギャムジーじいさんは、不平は漏らしながらもやってくる変化への備えはせず、「正常性の――同時に空虚さの、一種の基準線として機能する」。さらにガンダルフは、「真の変化」といったような空虚な言葉をつかい、「味方を切り捨てること、目的のために手段を正当化すること、“やむを得ざる殺人の罪の認識”といった、現代世界がひどく恐れるようになった多くのこと」について「政治家のように話す」サルマンという、大きく異なる文化と声を紹介する。シッピーは、会議のどの発言についても、「同じような分析に耐えるだろう」し、言語様式の豊富さは、この章が含む「“情報量”を……とても大きくしている」と評している。

### 善と悪
W・H・オーデン宛の送られなかった手紙で、トールキンは、デネソールのような支配者は政治的であり、彼の国（ゴンドール）を「ほかよりも」ひいきする過程で暴君的になっていったいっぽう、エルロンドの会議は非政治的で、エルロンドとエルフは「“人道的”義務を追求する」ことで自身の利害に反して行動した、と書いている。彼らは、指輪の破壊という「勝利の避けがたい結果」として、「彼ら自身の体制を破壊する」ことになると知っていた。
英文学者ポール・コーチャーは、エルロンドは、機会のあるうちに滅びの山の炎に指輪を捨てるようイシルドゥルに求めたが無為に終わった第二紀以来、一つの指輪についての見解を変えていない、と書いている。彼は、たとえ隠すためでも一つの指輪の受け取りを恐れ、用いるためにはまして受け取らない、というエルロンドの主張は、エルフでさえも悪をなす可能性があることを示している、と指摘する。コーチャーは、指輪を葬る旅へのフロドの立候補をエルロンドが受け入れたのは、「会議の討論をより高次の摂理が導いている、という彼[エルロンド]の信念のためである」とも述べている。

### 緊張感の確立
コーチャーとシッピーは、会議でのアラゴルンとボロミルの討論について、アラゴルンは着実ながら巧妙に、自身がゴンドールの玉座を継ぐ者であるとさりげなく主張していると指摘する。これは登場人物間の力の相互関係を設定し、シッピーによれば「アラゴルンの言葉は一見して現代的で時に悠長でさえあるが、ボロミルのややぎこちなく誇張的な言葉より広汎である」という。また彼は、ボロミアの発言で討論を終わらせるためにアラゴルンが発した「いつかそれ[彼の持つ祖先の強力な剣に恥じない剛気]を試してみよう」という台詞は完全に現代的で、古英語詩「モルドンの戦い」における英雄エルフウィネの台詞に類似している、とする。シッピーの見るところ、さまざまな異なる話し方により、総合的には、偶発的な対比を通し中つ国の多様な在り方あるいは「生活様式」を伝える効果がもたらされている。

### 隠されたキリスト教的側面
聖公会の司祭でトールキン研究者でもあるフレミング・ラトリッジは、この章は『指輪物語』のキリスト教的側面の「深い物語」をほとんど明白に表面に引き出し、「神学的な意味で満ちている」と述べている。彼女は、ドワーフ王ダーインが彼の望んでいたドワーフの指輪を拒絶したことは「ほとんど信じがたいほど高貴な」方法で誘惑に抵抗した「彼の英雄性を示すもの」であると指摘する。また、彼女は、エルフのもとからのゴクリの逃亡についてアラゴルン、レゴラス、ガンダルフの三人が交わした会話について、「重要性をいくら高く評価しても十分ではない」と表現している。彼女の見地では、この会話は善と悪とのあいだの戦いにおける見えざる神の意志についてのトールキンの「深遠で啓示的な物語」を示し、特にガンダルフがゴラムについて述べた「自分でもサウロンでも予測しない役割を果たすことがあるかもしれんぞ。」という台詞に顕れている。彼女はエルロンドとガンダルフが、一つの指輪を受け取るかどうか、そして悪の本質について話す場面にも同様に感銘を受け、エルロンドの「これがこの世にある限り、これは賢者にとってさえ危険なものとなるだろう。なぜなら、どんなものもその始まりから悪いということはないのだから。サウロンとて例外ではなかった。」という台詞を強調している。

## 映画において
ピーター・ジャクソン監督による映画「ロード・オブ・ザ・リング」三部作では、章の構成をトールキンのものから変え、サウロンによる第二紀の指輪の鍛造、エルフと人間の同盟によるサウロンの打倒、そしてイシルドゥルが指輪を手に入れる場面を、ボイスオーバーで語られるドラマチックな最初の場面へと移した。これにより、『指輪物語』の映画製作者を悩ませる大問題である、トールキンが歴史の多くを「語り手」に陳述させ、出来事の意味をはるか後から熟考させているため、「説明するな、描写せよ」という映画の基本的な原則に反している、という点が解決された。結果、ジャクソンの2001年の『ロード・オブ・ザ・リング』（「旅の仲間」）における会議のシーンは原作よりずっと短く、台詞も少なくなっている。
トールキン研究者ダニエル・ティモンズはジャクソンの解釈を大部分批判しているが、フロドが指輪を捨てにゆく旅を引き受けた場面のジャクソンの改変については、「今度ばかりはフロドをトールキンが自身の作品を通して描いた水準まで引き上げた」と評している。ティモンズは、ジャクソンが「トールキンの静かで内省的な会議[の描き方]よりも、会議の議論が熱を帯びた瞬間」を支持していると指摘する。彼は、この場面はフロドの「重大な決断」を「鮮やかで効果的に」することに成功しているとし、こう評する。「私たちは、フロドが内的な葛藤、疑念、恐れを抱くいっぽうで、控えめで主張しない自分の性質は任務にふさわしいと直感するのを見て取る。悲しいかな、ジャクソンの映画にこのような瞬間がもっと多くあったならば」。
映画研究者のジュディス・コールマンは、この章が「旅の仲間」下巻でもっとも長く、一つの指輪の力と脅威を説明するとともに、指輪の仲間の最終的な構成員を紹介し、指輪を破壊する旅を定義するという点で「主要な中枢」となる章だと指摘している。彼女は整然と議題を進行させるトールキンの原作を「平和のうちに品格を持って行われる会議」と表現する。対してジャクソンの映画では、フロドはアングマールの魔王がつけた刃傷から回復しても祝いの席は設けられず、フロドとサムはホビット庄へ帰りたがって「荷物をまとめて待ち」、エルロンドとガンダルフは「ほとんど……結託している」、会議は「ホビットではなくアラゴルンによって区切られる」（会議の前にはアラゴルンがボロミアと出会う場面があり、会議後にはアラゴルンとアルウェンが会話する）など、「事実上すべてを変えた」。これにより、ジャクソンは描写の力点をフロドから英雄としてのアラゴルンへと移したのである。

### 主要資料
1. 1 2 3 4 5 6 7 8  Tolkien 1954a, Book II, Chapter 2: The Council of Elrond.（「旅の仲間 下」 二「エルロンドの会議」）
2. ↑  Carpenter 2023, letter #183, Notes on W. H. Auden's review of The Return of the King
3. 1 2 3  J・R・R・トールキン 著、瀬田貞二・田中明子 訳『旅の仲間 下』（初版）評論社〈最新版 指輪物語〉、2022年。ISBN 978-4-566-02390-1。